# Aconitum iochanicum
Aconitum iochanicum är en ranunkelväxtart som beskrevs av Ulbrich. Aconitum iochanicum ingår i släktet stormhattar, och familjen ranunkelväxter. Inga underarter finns listade i Catalogue of Life.